# Entraigues-sur-la-Sorgue
Entraigues-sur-la-Sorgue este o comună în departamentul Vaucluse din sud-estul Franței. În 2009 avea o populație de 7.690 de locuitori.

## Evoluția populației
| An        | 1975  | 1982  | 1990  | 1999  | 2006  | 2009  |
| --------- | ----- | ----- | ----- | ----- | ----- | ----- |
| Populație | 4.900 | 5.335 | 5.788 | 6.612 | 7.431 | 7.690 |